# Roland Lorenz
Roland Lorenz (* 14. November 1949 in Nizza; † 16. Februar 2021 in Neunkirchen) war ein deutscher Datenschutzexperte.

## Leben
Lorenz war als Beamter in der Steuerverwaltung tätig. Im April 2004 wurde er vom Chef der Staatskanzlei zum saarländischen Landesbeauftragten für Datenschutz vorgeschlagen und vom Landtag des Saarlandes einstimmig gewählt. Bis Ende 2004 war Lorenz Vorsitzender der Konferenz der unabhängigen Datenschutzbehörden des Bundes und der Länder. Im November 2006 wurde er auch Landesbeauftragter für Informationsfreiheit. 2010 wurde er von der Landesregierung nicht für eine zweite Amtszeit vorgeschlagen.

## Ehrungen
2010 erhielt Lorenz den Medienpreis Goldene Ente der Landespressekonferenz Saar.